# بازگشت یک شهروند

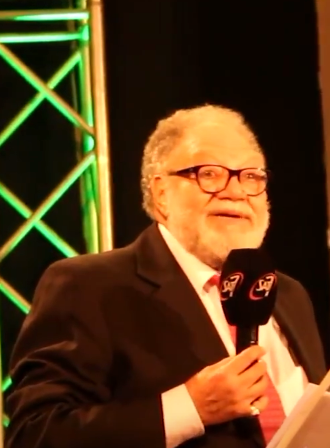
احمد محمد

بازگشت یک شهروند (عربی: عودة مواطن) یک فیلم به کارگردانی محمد حسن خان است که در سال ۱۹۸۶ منتشر شد.